# Templo de Nauvoo
El Templo de Nauvoo, Illinois, es uno de los templos construidos y operados por la Iglesia de Jesucristo de los Santos de los Últimos Días, ubicado en la ciudad de Nauvoo. Fue el segundo templo de la iglesia construido en 1848. Con anterioridad al templo de Nauvoo, solo se había dedicado el templo de Kirtland, al este del río Misisipi. El templo fue demolido por la intemperie y, después de su dedicación en 2002, el templo de Nauvoo se convirtió en el templo 113 en operaciones por la iglesia SUD y el primero de dos construidos en el estado estadounidense de Illinois. El segundo templo SUD en Illinois fue construido en la ciudad de Chicago.
El templo domina la arquitectura del pueblo de Nauvoo, originalmente construido por Joseph Smith, fundador del movimiento de los Santos de los Últimos Días. El templo fue reconstruido con las mismas características y en la misma ubicación y vuelto a dedicar en 1999 por el entonces presidente de la iglesia Gordon B. Hinckley. Al igual que sucede con el resto de los templos de la iglesia SUD, solo miembros considerados dignos pueden entrar al templo de Nauvoo.
Los templos de la Iglesia de Jesucristo de los Santos de los Últimos Días son construidos con el fin de proveer ordenanzas y ceremonias consideradas sagradas para sus miembros y necesarias para la salvación individual y la exaltación familiar. El templo de Nauvoo tiene un total de 5000 metros cuadrados de construcción, contando con cuatro salones para dichas ordenanzas SUD y seis salones de sellamientos matrimoniales.
El templo de Nauvoo es utilizado por miembros de la iglesia SUD repartidos en cinco estacas afiliadas a la iglesia en el oeste de Illinois y el este de Iowa, así como un gran número de miembros que visitan de otras regiones del país y del mundo en calidad de turistas del histórico pueblo de Nauvoo.

## Historia
Tras la orden de exterminio emitida por el gobierno de Ohio contra los fieles de Smith, la iglesia se trasladó a Nauvoo. Dejando atrás el templo de Kirtland, Smith introdujo la teología del bautismo por los muertos en Nauvoo. Los primeros de dichos bautismos vicarios ocurrieron en 1841 en el lado de Iowa del río Misisipi. El 12 de julio de ese año, Smith asignó a John Patton ser el registrador de los bautismos del río Misisipi. Varios fallecimientos de fieles notorios en el entorno de Smith ocurrieron en agosto de ese año, incluyendo un hijo de Smith y Emma llamado Alvin (nombrado en honor a su hermano Alvin que murió en 1823 a los 25 años de edad), y el secretario de Smith, Robert B. Thompson. Siguieron una serie de discursos y presentación de teología relacionados con la resurrección, el mundo de los espíritus y el bautismo por los muertos. En octubre de 1841 Smith anunció el fin de los bautismos por los muertos sin el uso de una pila bautismal para tal fin. El 8 de noviembre de 1841 se dedicó el baptisterio ubicado en el centro del sótano del templo aunque este aún se hallaba incompleto. El baptisterio se encontraba rodeado por muros provisionales para aislarlo del resto del templo en construcción.: 122  La pila era ovalada, construida originalmente de madera con tablas machihembradas y luego rediseñada de piedra en 1845. Los primeros bautismos en la nueva pila ocurrieron el 21 de noviembre de ese año por Brigham Young, Heber C. Kimball y John Taylor.: 50 
El templo de Kirtland hospedó la escuela de los profetas, teología que antecedió la ceremonia de la investidura SUD. El templo de Nauvoo fue el primer lugar bajo el que se realizaron las primeras investiduras eclesiásticas de manera similar a las ceremonias que se celebran en los templos SUD del presente. Las primeras de ellas se realizaron bajo los auspicios de la organización de la Sociedad de Socorro en el edificio de dicha organización el 4 de mayo de 1842. La investidura ceremonial efectuada en el templo de Nauvoo fue un preámbulo de la investidura del presente, con los detalles del velo y el salón celestial aún no diseñados como tales. La Casa de Investiduras en Utah fue el primer edificio diseñado exclusivamente para las necesidades de la administración de investiduras y sellamientos matrimoniales. Como ceremonia eclesiástica, los fieles asistían al templo de Nauvoo para realizar lavamientos y unciones en simbolismo a su purificación personal, rito conocido como la iniciatoria. Posterior a ello recibían instrucciones, un sumario de la teología de la Escuela de los Profetas en Kirtland. Finalmente eran vestidos con una prenda del templo y recibían instrucciones de usarla como ropa interior durante el resto de su existencia. La Casa de Investiduras en Utah fue el primer edificio diseñado exclusivamente para las necesidades de la administración de investiduras y sellamientos matrimoniales.

## Anuncio

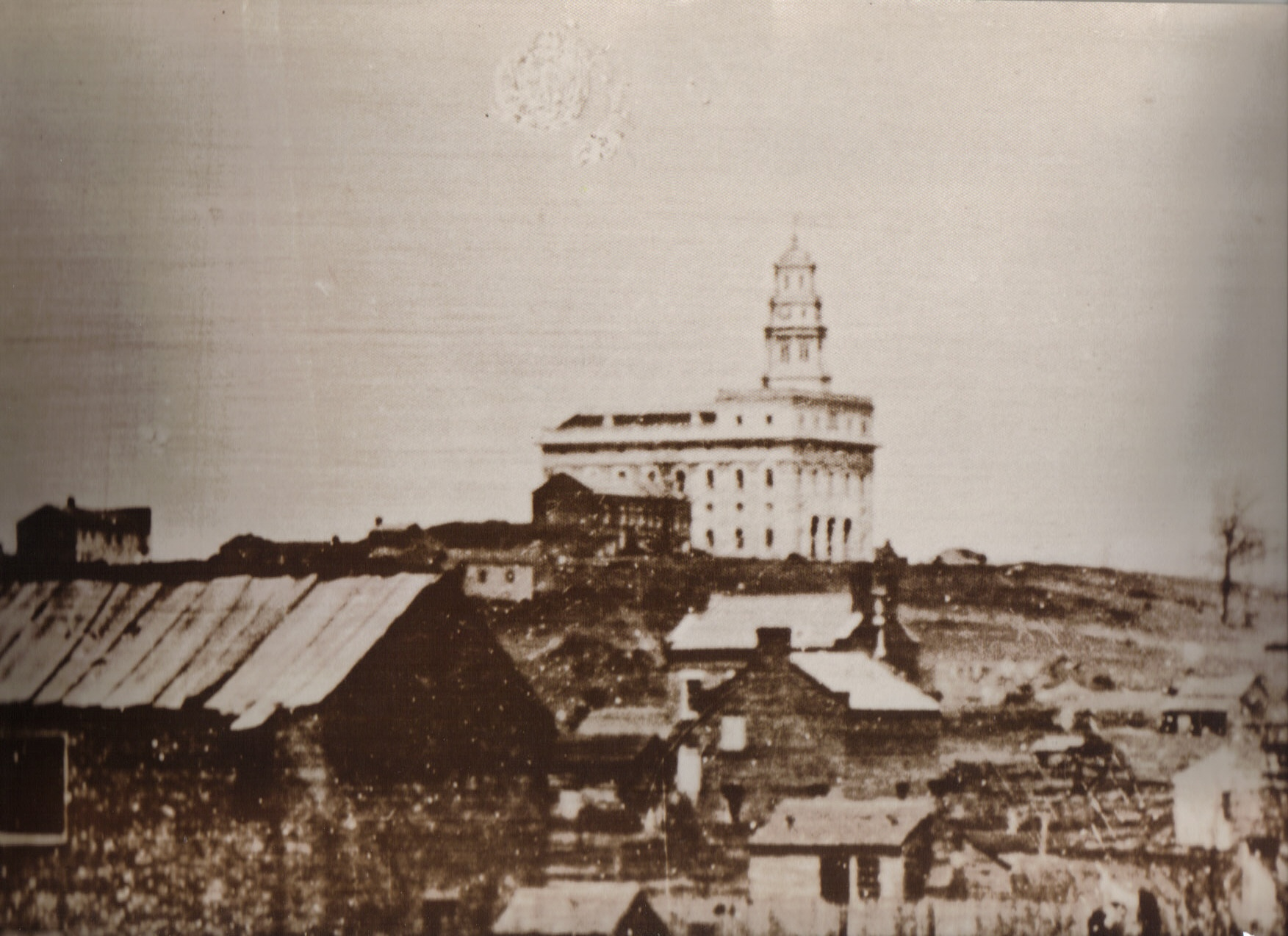
Templo de la ciudad de Nauvoo, Illinois, en 1850 previo a su incendio, ubicado en una prominente colina que se eleva hacia el este de la ciudad a pocos metros del río Misisipi.

El primer templo construido en los Estados Unidos por el Movimiento de los Santos de los Últimos Días fue el templo de Kirtland en 1836. Cuando el cuerpo de la iglesia fue expulsado de Kirtland, hicieron establecimiento en Nauvoo. En 1839, poco después de establecerse en Nauvoo, la iglesia hizo preparativos para construir un segundo templo. Para tal fin, más de mil hombres donaron uno de cada diez días de mano de obra. En octubre de 1840 Smith escogió el lote destinado para el templo y anunció sus planes en la conferencia general de octubre con el voto unánime de la congregación. El 19 de enero de 1841 Smith publicó los detalles del edificio por medio de una nueva epifanía, similar a la que recibiría en Kirtland y publicada en la sección 124 del libro Doctrina y Convenios, incluyendo por primera vez el anuncio de construir una pila bautismal para realizar bautismos por los muertos.

Por tanto, de cierto os digo, que vuestras unciones y lavamientos, y vuestros bautismos por los muertos, y vuestras asambleas solemnes, y memoriales para vuestros sacrificios por medio de los hijos de Leví, y para vuestros oráculos en vuestros lugares santísimos en donde recibís conversaciones, y vuestros estatutos y juicios, para el principio de las revelaciones y fundamento de Sión, y para la gloria, honra e investidura de todos sus habitantes, son conferidos mediante la ordenanza de mi santa casa, que a mi pueblo siempre se le manda construir a mi santo nombre” (versículo 39). Además el Señor le informó a la Iglesia que, si hacían lo que les mandó, revelaría una gran bendición en el Templo de Nauvoo, “a saber, la plenitud del sacerdocio”.
Doctrina y Convenios 124:27

La ceremonia de la primera piedra ocurrió el 6 de abril de 1841, colocadas bajo la dirección de Joseph Smith y a la que asistieron unos 10 mil fieles.: 49  El procedimiento de colocar la primera piedra del templo en forma ceremonial fue planificada por Smith y persiste en todos los templos del presente. Sidney Rigdon ofreció la oración dedicatoria rodeado por pelotones militares de al menos 16 compañías de la Legión de Nauvoo.: 119  La piedra en el vértice principal fue puesta por Smith y la Primera Presidencia, la piedra del sudoeste fue colocada por oficiales de los Sumos Sacerdotes, la del noroeste por miembros el Sumo Consejo y la última en el vértice Nordeste por los Obispos.: 49  El 2 de octubre Smith colocó el manuscrito original del Libro de Mormón en la piedra sureste del templo. La oración para la ceremonia fue hecha por Smith sobre la piedra Sudeste.: 119  Otros discursos fueron pronunciados por Sidney Rigdon, sucesor de Smith en una de las facciones SUD a un costado de la piedra Sudoeste, Elias Higbee del Sumo Consejo sobre la piedra Noreste y el obispo Whitney al colocarse la piedra Noreste. Aún cuando las especificaciones de este procedimiento fueron estrictamente delineadas por Smith,: 121  desde entonces, la ceremonia de la primera piedra ha desaparecido de los rituales de la iglesia SUD, sustituyendose en su lugar la ceremonia de la primera palada.

### Falso Brigham
Tras el asesinato de los hermanos Smith en Carthage, Illinois, el alguacil de Carthage llegó a las puertas del templo para arrestar a Brigham Young, sucesor de Smith. Young se encontraba en el edificio pero el alguacil arrestó a William Miller, obispo de Nauvoo, por su gran parecido a Young. Miller traía la túnica de Heber C. Kimball, la cual era del mismo estilo y color de la de Young. Miller no opuso resistencia al arresto y fue llevado a la cárcel donde murieron los hermanos Smith a manos de una turba. El "falso Brigham" (del inglés, bogus Brigham) Miller fue descubierto pero para entonces Young ya se encontraba fuera del estado. El disgusto ha sido perpetuado por el folclore mormón como obra divina en la protección del profeta SUD.

## Diseño

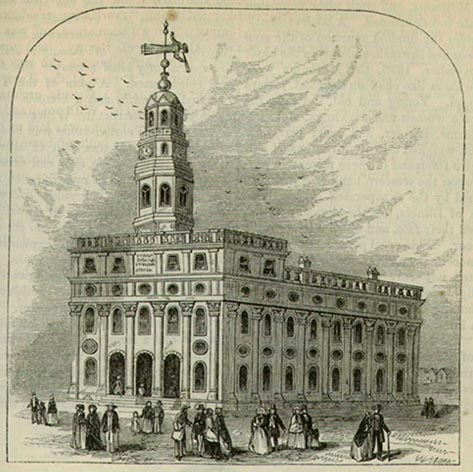
Ilustración del templo de Nauvoo publicado en periódico Harper

El Templo de Nauvoo fue diseñado en el estilo del Renacimiento griego por el arquitecto William Weeks. El plan de construcción era el de un sólido y estable edificio de cuatro paredes, dos pisos y medio de altura, con una torre hexagonal al frente que se elevaba en cuatro terrazas y una cúpula.
El diseño de Weeks hizo uso de motivos tradicionales de la cultura de los Santos de los Últimos Días, como piedras solares, piedras lunares y piedras estelares alrededor del exterior del edificio. A menudo se piensa erróneamente que estas piedras representan los tres grados de gloria en la concepción del más allá de los Santos de los Últimos Días, pero las piedras aparecen en el orden incorrecto de la teología basada en la simbología de Pablo de Tarso y ampliada por el restauracionismo Santos de los Últimos Días. En cambio, Wandle Mace, capataz de la estructura del Templo de Nauvoo, ha explicado que el diseño del templo estaba destinado a ser una representación de la Iglesia, la Novia, la esposa del Cordero. En este sentido, Mace hace referencia a la declaración de Juan el Apóstol en Apocalipsis 12 sobre la "mujer vestida del sol, y la luna debajo de sus pies, y sobre su cabeza una corona de doce estrellas". Esto explica por qué las piedras estelares están en la parte superior del templo ("corona de doce estrellas"), las piedras solares en el medio ("vestidas con el sol") y las piedras lunares en la parte inferior ("luna bajo sus pies").
Smith solicitó otros elementos simbólicos, incluyendo las estrellas que se ven de cinco puntas pero invertidas, en representación al título de Cirsto como "estrella de la mañana". Sobre el templo se colocó una veleta en forma de ángel, asociada a ángeles descritos en el capítulo 9 del libro de Apocalipsis. Las veletas en forma de ángel eran comunes en la era, a diferencia de los cuales el ángel del templo de Nauvoo traía una trompeta y sostenía un libro.
El nuevo templo era aproximadamente 60 % mayor a las dimensiones del Templo de Kirtland. Al igual que el templo en Kirtland, el Templo de Nauvoo contenía dos salas de asambleas, una en el primer piso y otra en el segundo, llamadas tribunales inferiores y superiores. Ambos tenían aulas y oficinas en el ático. A diferencia del templo de Kirtland, el Templo de Nauvoo tenía un sótano donde se ubicó la pila bautismal.

## Construcción

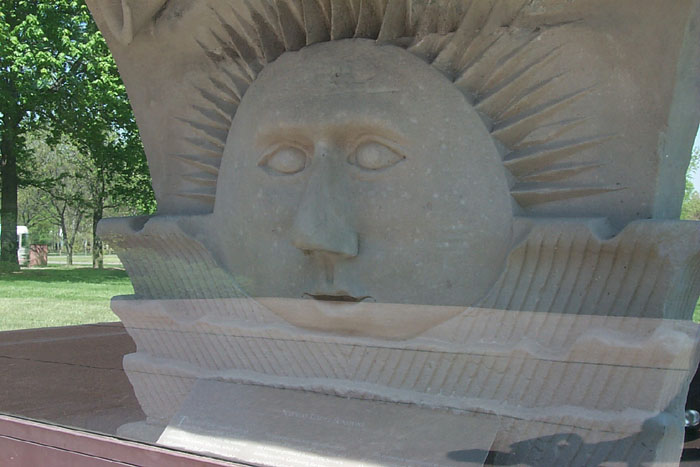
Piedra solar remanente del templo de Nauvoo, ubicado en el Centro de Visitantes de la iglesia

Muchas semanas antes de la conferencia, un estudio de la calle principal de Nauvoo verificó que toda la ruta estaba cubierta por una capa masiva de piedra caliza de muchos pies de espesor, particularmente en la parte norte de la comunidad. Ese sitio fue seleccionado para la cantera, de donde se pudo extraer piedra caliza tipo Illinois de color blanco grisáceo para la construcción del templo de una dureza que permitía ser fácilmente labrada y adaptada a los acabados ornamentales. El trabajo en la cantera principal de la que procedería la piedra del templo se abrió el 12 de octubre de 1840, diez días después de la conferencia general. El 18 de febrero de 1841 se abrió el terreno para el sótano y para el 5 de abril la piedra de los muros del sótano se había colocado a nivel del suelo. El piso del sótano a lo largo de las paredes exteriores medía 5 pies (1,5 m) por debajo del nivel del suelo.
El 30 de octubre de 1842 se habían completado las paredes el templo lo suficiente para permitir la primera reunión eclesiástica dentro del templo. En el exterior había treinta pilastras, nueve a cada lado y seis a cada extremo. En su base, cada pilastra presentaba en relieve tallado la luna creciente y terminaba a mayor altura en un capitel de piedra tallada que representaba el rostro del sol representado alegóricamente, con un par de manos sosteniendo cuernos. Sobre los capiteles había un friso o cornisa en la que aparecían treinta piedras de estrella. El 24 de mayo de 1845 se colocó la piedra angular en una ceremonia sobre el templo aún incompleto donde se incluyó el tradicional grito de Hosanna. El 5 de octubre de 1845 la construcción había progresado los suficiente para realizar una conferencia general de la iglesia con quienes aún permanecían en Nauvoo, unos 5 mil fieles.: 125  En diciembre de 1845 y enero de 1846 se realizaron las investiduras para una multitud de fieles. Unos seis mil devotos recibirían la investidura eclesiástica en el templo de Nauvoo antes de partir al territorio de Utah.
El interior del templo se construyó principalmente de pino blanco. Casi toda la madera, incluidas las vigas y cerchas, y la madera para el piso, las puertas y los marcos, provino del área de la cuenca del río Black en Wisconsin, un afluente del río Misisipi que corre a orillas de Nauvoo. El aserradero de la iglesia en el río Black se ubicaba a unas 600 millas (965,6 km) al norte de Nauvoo, a unas 15 millas (24,1 km) aguas abajo de las cataratas del río Black, en el sitio actual de la aldea de Melrose. Los aserradores comenzaron a cortar madera para el templo el 25 de septiembre de 1841. Se llamó a hombres, a veces a toda su familia, como misioneros para trabajar en el aserradero de pino. Una balsa, llena de madera recién aserrada que embarcaba en el río Negro, tardaba al menos dos semanas en llegar a Nauvoo. La madera se cortaba en bruto en las instalaciones de los aserraderos y luego se ataba a las balsas para que flotara hasta el río Misisipi. Una balsa con madera para el templo cubría aproximadamente 1 acre (0,4 ha) de superficie y contenía 100 000 pies (30 480 m) de madera aserrada y 16 000 pies cúbicos (453 068,8 L) o 192 000 pies cuadrados (17 837,4 m²) de madera tallada. La operación de dos sierras podía cortar 5000 pies (1524,0 m) de madera por día y podían hacerlo durante todo el año. Los troncos también formaban parte de la madera enviada desde Wisconsin, los cuales fueron llevados a uno de los dos aserraderos a vapor que operaban en la ciudad.
Para octubre de 1842 se completó el enmarcado en madera del piso y se colocó un piso temporal para que los fieles pudieran reunirse en el piso principal que aún quedaba sin terminar en lugar de la arboleda a un costado del templo. Excavaciones arqueológicas en el sitio del templo en los años 1960 reveló que en el templo también se usaba madera distinta del pino blanco. Los restos carbonizados de las dos escaleras frontales verificaron que el roble rojo, el roble blanco y el nogal también se utilizaron para embellecer el edificio.

### Persecución
La construcción del tempo de Nauvoo iba muy de la mano de planes por los fieles de migrar fuera de los Estados Unidos para establecer su sociedad en paz. Un grupo de seguidores de Smith que viajaban a Wisconsin en busca de madera para el templo lideraron un proyecto de colonizar ciertas regiones de Texas. Otros durante la construcción del templo de Nauvoo proponían colonizar el lejano territorio de Oregón. Un tercer grupo propuso colonizar el vasto territorio del Alta California.
La construcción del templo se paralizó por varias semanas tras el asesinato de los hermanos Smith. No se reporta trabajo alguno durante ese breve periodo. Los únicos aún empleados en el templo fueron sus vigilantes nocturnos. En enero de 1845 fue Brigham Young quien ordenó la reanudación de los esfuerzos por completar el edificio. Faltos de fondos, un converso italiano llamado Guiseppe Taranto cedió sus ahorros para la culminación del templo. Los fines de 1845 fueron los meses más productivos en la construcción del templo, dada la urgencia que los religiosos tenían en partir de Nauvoo con el templo completado. Una breve guerra entre los fieles y un grupo de antimormones acabó con una tregua formal en la que los ciudadanos abandonarían Nauvoo a cambio de un plazo de tiempo que fue usado principalmente para completar la construcción del edificio. El templo fue dedicado en noviembre y en diciembre ya se empezaron a realizar las ceremonias eclesiásticas. Con el templo aún sin terminar, los primeros grupos de pioneros mormones partieron en febrero de 1846. Dos grupos permanecieron en Nauvoo, los más pobres y aquellos con esperanzas de vender sus propiedades y trabajadores del templo quienes continuaron con detalles del sótano, instalando un piso de ladrillos así como enyesado, pintura y otras tareas finales.
Las autoridades generales de la iglesia acordaron en abril de 1846 que el templo estaba terminado y se realizó la tercera dedicación. Es el único templo SUD con más de una ceremonia dedicatoria antes de su primer acabado. El costo aproximado para la construcción del templo en Nauvoo fe de 1 000 000, $ pagado en su mayoría por los fieles de la región.: 50 

### Campana
El templo de Nauvoo construido por Smith tuvo una campana en su torre principal. La campana fue planeada por primera vez para ocupar la torre del templo de Kirtland pero nunca fue construida pr razón de la presión de tiempo entre la fecha de extradición de Kirtland y planes para construir el templo antes de partir. Emigrantes británicos que se habían unido a la iglesia SUD reunieron recursos para construir la campana en Nauvoo. Luego de la expulsión de los fieles de Illinois, la campana fue transportada por pioneros mormones hasta el territorio de Utah. La campana está en exhibición en el centro de visitantes del templo de Salt Lake City. Un sistema de campanas ocupa en la actualidad la torre del templo de Nauvoo, el único templo SUD con uso de campanas.

### Baptisterio

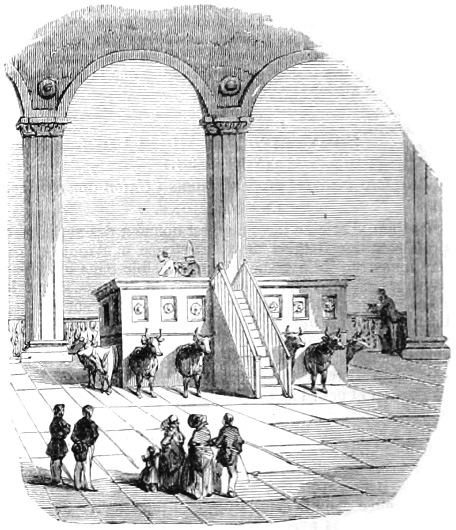
Representación del baptisterio del templo de Nauvoo, 1850

La pila bautismal se ubicaba en el centro del sótano del templo. El acceso al sótano era mediante escaleras de caracol en los extremos noroeste y suroeste del primer piso del templo. La pila fue construida de madera de pino y armada con duelas hechas de machihembrado, de forma ovalada. La pila medía 16 pies (4,9 m) de largo del este y oeste, y 12 pies (3,7 m) de ancho, 7 pies (2,1 m) de alto desde los cimientos, y la pila interna de 4 pies (1,2 m) de profundidad.: 122  La moldura de la base se hizo con madera tallada en estilo antiguo, y los lados se terminaron con paneles. Había escalones que subían y bajaban hacia la cuenca en los extremos norte y sur de la pila, custodiados por barandillas laterales. La pila se asentaba sobre doce bueyes, cuatro a cada lado y dos a cada extremo. Sus cabezas, hombros y patas delanteras sobresalían de debajo de la fuente.: 123  Fueron tallados en una tabla de pino, pegados y copiados usando como modelo de un novillo de cinco años.: 54  Los bueyes y las molduras ornamentales de la fuente fueron esculpidos por Elijah Fordham, un converso proveniente de Nueva York. La pila estaba rodeada por un edificio de armazón temporal con un lado de tablas de madera de roble partidas, con un techo del mismo material.
El sótano estaba dotado con seis habitaciones de diferentes tamaños a cada lado de la pila bautismal. Las paredes de las habitaciones eran de piedra y colindaban con los enormes pilares de piedra que sostenían los pisos superiores. Con la excepción de dos habitaciones en el extremo occidental del sótano, utilizadas con fines administrativos, cada habitación lateral se elevaba dos escalones de altura desde el piso del sótano. Los cuartos eran vestidores para los usuarios del baptisterio. Las paredes eran todas pintadas de blanco. El piso se inclinaba hacia el centro de la habitación para permitir que el agua corriera hacia un desagüe debajo de la fuente. El agua para llenar la pila procedía de un pozo excavado a diez metros de profundidad en el extremo este del sótano. Esta pila fue construida para el bautismo de difuntos hasta que se equipó el templo con una más duradera que ocupara su lugar.
Durante una investigación arqueológica del sitio del templo, se descubrieron dos bloques de piedra caliza muy pulidos. Medían aproximadamente 12 pies (3,7 m) al este de la entrada al baptisterio y diez pies de cada lado de los pilares de apoyo descansaban los bloques, aproximadamente 14 pulgadas cuadradas (90,3 cm²) y que sobresalían 7 pulgadas (17,8 cm) sobre el piso de ladrillo. Estos objetos no se mencionan en ningún relato de la era y se desconoce su objetivo. Pueden haber sostenido algún tipo de columnas de soporte, dividiendo el baptisterio a nivel de la entrada al sótano, o simplemente pueden haber sido elementos decorativos debajo de un jarrón. Es posible que hayan sido parte de una característica planificada, pero no utilizada, en la construcción final.

### Vestíbulo

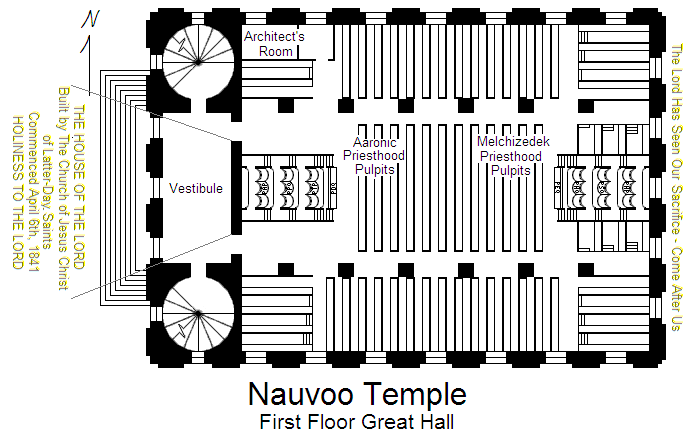
Planos del templo de Nauvoo, con el vestíbulo a mano izquierda y la pared norte en el inferior de la imagen.

La entrada al templo consta de un tramo de ocho amplios escalones y conducía a un rellano donde dos escalones más entraban al edificio en tres arcos uno al lado del otro. Los arcos tenían aproximadamente 9 pies (2,7 m) de ancho y 21 pies (6,4 m) de alto. Estos arcos conducían al vestíbulo, la entrada formal al templo. El vestíbulo en sí tenía una dimensión de 43 pies (13,1 m) por 17 pies (5,2 m). Estaba compuesto de piedra caliza en sus cuatro paredes. Se ha especulado que el piso estaba hecho de madera, porque cuando la turba ocupó el templo brevemente a fines de 1847, atravesó el piso para llegar a una habitación en el sótano que los religiosos habían sellado. Si el piso hubiera sido de piedra caliza, parece poco probable que lo hubieran desenterrado.
Dos grandes puertas dobles en la pared de entrada del extremo Este se abrían al salón de asambleas del primer piso, conocido como el "Gran Salón". Dos puertas, una en el muro Norte, a mano derecha de la entrada del vestíbulo y otra en el extremo Sur, daban al rellano de dos escaleras de caracol, una en la esquina noroeste y la otra en la esquina suroeste que conducían hasta el ático. Estos eran los únicos puntos de acceso al resto del edificio, en vista que el "Gran Salón" no tenía acceso a otros niveles del edificio.
Un informe indicó que en la pared Este del vestíbulo había un entablamento, similar al de la fachada, que decía en letras doradas brillantes: "LA CASA DEL SEÑOR - Construida por La Iglesia de Jesucristo de los Santos de los Últimos Días - Comenzó el 6 de abril de 1841 - SANTIDAD AL SEÑOR".

### Escaleras
El templo de Nauvoo contó con dos escaleras de caracol que se construyeron con muros de piedra caliza revestida. Una de las escaleras se eleva desde la esquina noroeste y la otra en la esquina sudoeste del templo. Las escaleras no eran enteramente circulares, sino planos en cuatro de sus lados. Tampoco eran simétricas, teniendo 16 pies (4,9 m) de diámetro de este a oeste y 17 pies (5,2 m) de diámetro en sentido norte a sur. El propósito era de poder apoyar mejor los aterrizajes, descansos y otras estructuras de soporte.
Las escaleras fueron construidas de madera y daban acceso a todos los niveles del templo desde el sótano hasta el ático con un rellano en cada piso. Tenían lámparas para la iluminación nocturna y ciertos comentarios describen la presencia de ventanas para la iluminación diurna. El diseño de William Weeks de la fachada frontal no muestra ventanas en el nivel del sótano donde se ubicaban las dos escaleras. La evidencia fotográfica no suelen ser concluyentes al respecto. El hijo menor de Joseph Smith, David Smith, hizo una pintura de la fachada dañada del templo, que muestra claramente ventanas semicirculares en el nivel del sótano en las esquinas norte y sur de la fachada. Estas podrían coincidir con la ubicación de las escaleras.
La escalera en la esquina noroeste nunca se completó. Fue desbastado con tablas temporales descansando sobre las contrahuellas. Los obreros utilizaron esta escalera para acceder al edificio durante su construcción, especialmente durante el invierno de 1845-1846, cuando las personas usaban la otra escalera para llegar al ático para realizar sus obras ceremoniales. La escalera suroeste estaba completamente terminada para su uso. Incluía lámparas para iluminación nocturna y puede haber sido alfombrada cerca del rellano del ático.

## Dedicación

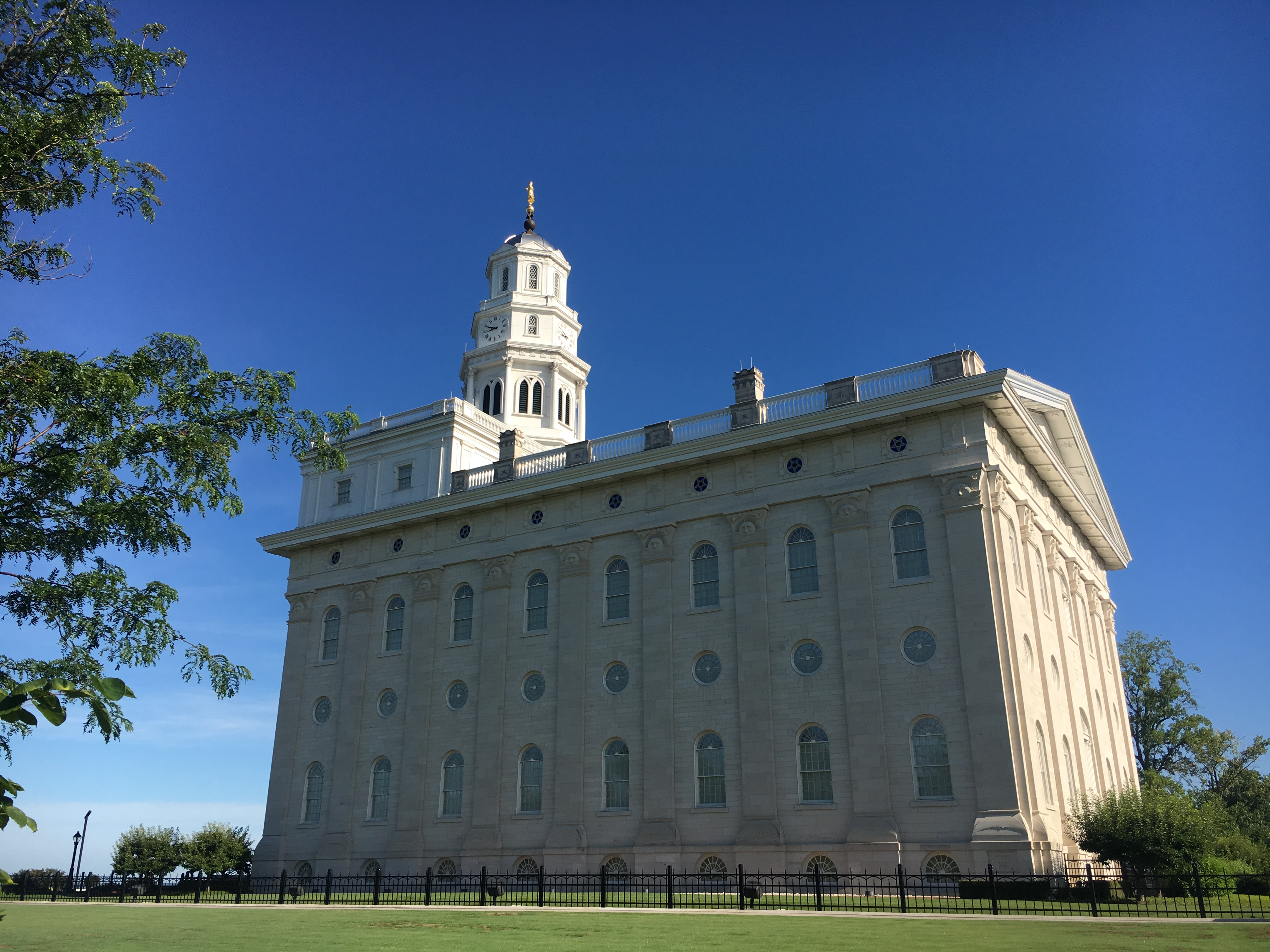
Imagen del costado del templo de Nauvoo

El templo de Nauvoo fue dedicado en cuatro episodios ceremoniales. La primera fue para dedicar la pila bautismal y el sótano del templo para las ceremonioas del bautismo y confirmación por los muertos, presidida por Brigham Young. Poco después el salón del primer piso fue dedicado para efectuar las recientemente aprobadas ceremonias de la investidura. Después del martirio de Smith y su hermano Hyrum durante la construcción del templo, este fue dedicado por Joseph Young el 30 de abril de 1845, dos meses luego que la mayoría de los fieles SUD partieran de la comunidad en dirección al territorio de Utah. Al día siguiente, la iglesia permitió la entrada a vecinos que no pertenecían a la fe, cobrando precio por la entrada a la dedicación realizada por Orson Hyde y Wilford Woodruff del cuórum de los Doce Apóstoles. Es la única vez que personas no afectas a la iglesia participan dentro del templo en la ceremonia dedicatoria y la única vez que la iglesia haya cobrado entrada a quienes visitan el interior del templo. El dinero fue usado por la iglesia para cubrir las necesidades de sus fieles en el proceso de migración fuera de Nauvoo.
Obligados a abandonar Nauvoo, el edificio nunca llegó a ser acabado del todo. El sótano con su pila se habían completado, al igual que la sala de asambleas del primer piso y el ático, que se utilizaron para realizar ceremonias o para servicios de adoración. Los apóstoles de la iglesia colocaron la piedra angular en una ceremonia privada en la esquina sudeste del edificio el 24 de mayo de 1845. Expulsados de Nauvoo en 1846, la iglesia intentó y logró vender el edificio en 1848, sin embargo, el templo fue invadido y usado para actividades festivas de la localidad. En octubre de 1848 el templo fue destruido por incendiarios.: 126  El año subsiguiente, en proceso de reconstrucció por icarianos franceses, un tornado destruyó lo que quedaba del edificio. La mayoría de los escombros, en especial los que aún contenían los símbolos SUD fueron extraídos por fieles y locales con fines históricos. En 1937, la Iglesia de Jesucristo de los Santos de los Últimos Días, con cede para ese entonces en Salt Lake City, readquirió la propiedad original donde se hallaba el templo de Nauvoo y volvió a construir una edificación con la misma estructura exterior que el templo original construido en los años 1840. El nuevo templo en Nauvoo se dedicó en 2002 y es activo para ceremonias eclesiásticas y no como un sitio histórico para el turismo de la ciudad.

## Propietarios
Las autoridades generales de la iglesia en el territorio de Utah dejaron en Nauvoo a un grupo de fideicomisarios para intentar vender el edificio. Inicialmente la iglesia hizo negociaciones con la Iglesia católica representada en esa región de Illinois. Los tratos incluían solo parte del templo, por lo que la transacción fue cancelada. Los representantes del edificio pusieron un aviso de venta en el periódico del condado, Hancock Eagle, resultando infructífero. Habiendo fallado por dos años y deseosos de migrar a Utah con el resto de los devotos, el templo fue vendido el 11 de marzo de 1848 a David T. LeBaron, cuñado de Almond Babbitt, uno de los fideicomisarios por el monto de 5.000. $ Entre los dos consiguieron arrendar el edificio a un grupo protestante de Nueva York quienes planeaban usar el templo como seminario universitario calvinista. Antes que el grupo misionero de Nueva York pudiese usar el edificio, el templo fue incendiado en un acto criminal. Los agentes de la iglesia finalmente vendieron lo restante de la propiedad el 2 de abril de 1849 por 2.000 $ a Étienne Cabet, líder de una comunidad utópica de franceses, los icarianos, recientemente emigrados a Nauvoo.
Bajo la dirección de Cabet, el templo comenzó un proceso de reconstrucción. La comunidad había traído madera de pino con las dimensiones necesarias para restablecer los techos del edificio. En medio de la reconstrucción un tornado arrasó con el edificio hasta no quedar pared en pie. La nueva comunidad de franceses de aproximadamente 750 personas, así como otros vecinos usaron los escombros para diversas construcciones privadas y el templo permaneció en ruinas. Los icarianos establecieron su comunidad utópica en el lote del templo, construyeron 17 edificaciones de las piedras en ruinas del templo, la mayoría residencias privadas. Los icarianos partieron de Nauvoo diez años después en búsqueda de su nuevo establecimiento utópico en Corning (Iowa).
Con la partida de los icarianos de Nauvoo, sus propiedades fueron mayormente derribadas para aprovechar la madera. La escuela construida por los frnaceses fue convertida en un hospital. Nauvoo pronto se convirtió en el asiento de alemanes más poblado del país. El lote se llenó de propiedades y calles nuevas con partes del terreno propio del templo siendo usado en estas propiedades. El 20 de febrero de 1937 Wilford C. Wood representó la iglesia en la compra del lote baldío donde se asentaba el templo por el precio de 900. $ El resto de las propiedades permanecían ocupadas por estructuras privadas sobre el terreno de los jardines del templo. Se habían dividido en cuatro lotes rodeando al espacio donde estaba erguido el edificio. El primer lote fue comprado por Wood sin participación de la iglesia por el precio de 1.100 $ el 26 de abril de 1937. El 13 de julio de 1938 Wood cedió este terreno a la iglesia. Sobre este primer lote se encontraba el teatro de Nauvoo que durante la era de los icarianos había sido un gran comedor público. Al partir los icarianos el edificio fue usado como casa municipal hasta su quema en 1864. Un habitante de la comunidad John Dornseif reconstruyó el edificio en una sala de cine y teatro. El año que la iglesia recibió de Wood el teatro de ópera, el edificio volvió a quedar en llamas, destruido por segunda vez por un incendio. El 25 de junio de 1939 la iglesia patrocinó actividades conmemorativas del centenario de la fundación de Nauvoo donde discursantes de varias regiones compartían su deseo de ver el templo reconstruido. Durante 1940 y 1941 Wood adquirió la mayor parte de uno de los lotes con propiedades privadas, transfiriéndolas todas a la oficina del Obispo Presidente de la iglesia, encargada de las propiedades de la iglesia. Durante los años 1950 la iglesia hizo más compras de propiedades, principalmente bajo dirección del entonces presidente de la iglesia David O. McKay. Para el 29 de noviembre de 1959 la iglesia había adquirido un 75 % de lo que consistía el terreno original del templo.

## Destrucción

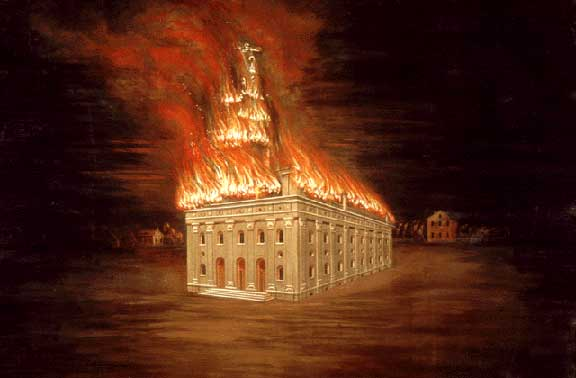
Ilustración del incendio del templo

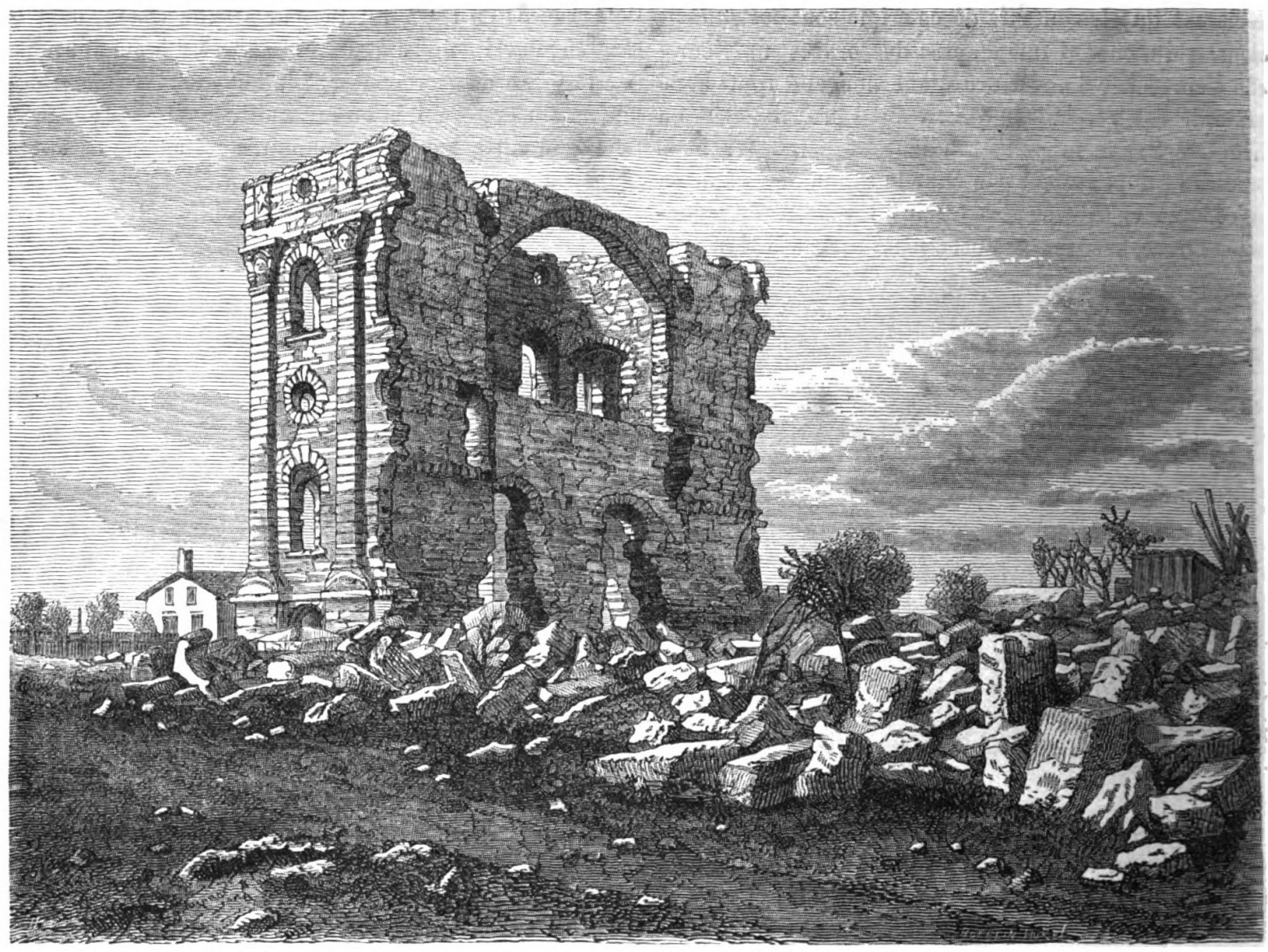
Ilustración de las ruinas del templo en 1853 por Frederick Piercy.

Al partir los pioneros mormones de Nauvoo en el invierno de febrero y abril de 1846, el populacho tomó posesión del templo. Por dos años los fieles SUD dejaron de venir al templo, el cual fue un sitio para residencias privadas, varias empresas comerciales y de entretenimiento, incluida una estación de servicio, tascas y un teatro, así como sede de varios eventos religiosos protestantes. El 18 de noviembre de 1848 Joseph Agnew prendió fuego al templo que resultó quemado en su totalidad con excepción de sus paredes. El fuego comenzó cerca de las 3 de la madrugada a nivel de su cúpula. Una comunidad intencional de familias francesas icarianas que hacían residencia en Nauvoo intentó recobrar el templo para su reconstrucción. Sin embargo, dos años después, el 27 de mayo de 1850, un tornado destruyó lo restante del edificio. Lo poco que quedó en pie fue extraído por vándalos, principalmente como recuerdos del edificio o para relleno de otras construcciones. Los icarianos usaron parte de los escombros para construir una escuela en su comunidad utópica, ubicada en la esquina de Mulholland y Wells. El terreno y sus jardines quedaron expuestos a la intemperie, convirtiéndose en un lote baldío con el paso del tiempo. Un historiador de la región comentó en 1969 que el hito dominante de Nauvoo seguía siendo el sitio del templo de Nauvoo, aun cuando el templo había desaparecido por más de un siglo.

## Reconstrucción
En la conferencia general de la iglesia SUD de abril de 1999, el entonces presidente de la iglesia, Gordon B. Hinckley anunció los planes de reconstruir el templo de Nauvoo, destruido en 1848 por un incendio. Tras el anuncio público, la construcción del templo ocurrió en el mismo sitio del terreno que la iglesia ya poseía, donde estuvo erigido el templo del siglo XIX.
El templo de Nauvoo Illinois se asienta en un elevado acantilado a un costado del río Misisipi. El edificio es una reproducción fiel del templo original construido por los colonos mormones en la década de 1840 y destruido por incendios premeditados en 1848 y los vientos de un tornado en 1850. En los jardines al oeste del templo se ha colocado una estatua que representa al fundador de la Iglesia, Joseph Smith y su hermano Hyrum Smith a caballo. Ambos fueron asesinados en la cárcel de Cartago durante la construcción del templo original.
A diferencia de los otros templos construidos por la iglesia SUD, la estatua de Moroni que se asienta sobre el templo de Nauvoo da la cara al oeste, en dirección al Río Misisipi. El Templo de Nauvoo es uno de siete templos SUD donde los usuarios progresan a través de cuatro salas de Investidura antes de pasar al Salón Celestial. Los otros seis templos son el templo de Manti, el templo de Salt Lake City, ambos en Utah; el templo de Laie, en Hawái; el Templo de Cardston, en Canadá; el templo de Idaho Falls y el templo de Los Ángeles, en California.
La pila bautismal, apoyada sobre 12 bueyes de piedra caliza esculpidos, se hizo para que fuese lo más aproximada posible al original, con la adición de un revestimiento de fibra de vidrio para evitar el deterioro de las esculturas. El piso del baptisterio, es el más amplio de los templos SUD, es de ladrillo rojo, como lo era en el templo original. Una bóveda superior y un candelabro forman el techo central del cuarto bautismal y una ventana de cristal con arte decorativo forma el extremo este del baptisterio, con intrincadas molduras a lo largo del techo.

## Rededicación
El templo de Nauvoo fue rededicado para sus actividades eclesiásticas en la misma fecha y hora del aniversario de la muerte del fundador de la iglesia Joseph Smith, en cuatro sesiones, el 27 de junio de 2002, por Gordon B. Hinckley. Con anterioridad a ello, del 6 de mayo al 22 de junio de ese mismo año, la iglesia permitió un recorrido público de las instalaciones y del interior del templo al que asistieron 331 849 visitantes.
La idea de reconstruir el templo no es nueva. Hinckley dijo que su padre, mientras presidía la misión que incluía a Nauvoo en 1939, sugirió a la Primera Presidencia que el templo de Nauvoo fuera reconstruido. La idea no fue aceptada en ese momento a la vista de que el país apenas estaba saliendo de la Gran Depresión y la Iglesia no contaba con suficiente dinero para el proyecto.

### Citas adicionales
1. Brown, Lisle G. (1979). «The Sacred Departments for Temple Work in Nauvoo: The Assembly Room and the Council Chamber». Brigham Young University Studies 19 (3): 361-374.
2. Colvin, Don. (2002) The Nauvoo Temple: A Story of Faith. American Fork, UT: Covenant Communications.
3. Nauvoo: History in the Making. (2002) CD-ROM. Salt Lake City: Deseret Book.
4. McBride, Mathew S. (2007) A House for the Most High: The Story of the Original Nauvoo Temple Salt Lake City, UT: Greg Kofford Books. ISBN 1-58958-016-8
5. Brown, Lisle G. (2002). «"A Perfect Estopel": Selling the Nauvoo Temple». Mormon Historical Studies 3 (2): 61-85.
6. Crocket, David R. (1999). «The Nauvoo Temple, A Monument of the Saints». Nauvoo Journal 11 (1): 5-30.